# 이맹휴
이맹휴(李孟休, 1713년~1751년 5월 31일(음력 5월 7일))은 조선시대 후기의 문신·학자이다. 성호 이익(李瀷)의 아들이자 채팽윤의 사위다. 초명은 이맹명(李孟命), 본관은 여주(驪州)이고. 자는 순수(醇叟)이다.
1742년(영조 18) 춘당대(春塘臺) 문과에 수석으로 합격하였으나 섬계 이잠의 조카라는 이유로 노론 측에서 계속 공격했다.

## 생애
성호 이익(李瀷)의 아들로 경기도 광주((廣州)에서 살았다.
진사시에 입격하여 진사가 되고 1742년(영조 18) 영조가 춘당대에서 특별히 양역(良役), 학교, 군제(軍制), 용인(用人), 전화(錢貨) 등 5가지의 현안 시책을 주제로 삼아 정시(庭試)를 주관하였을 때 당시 진사로서 과거에 수석으로 합격하자, 영조는 이를 가상히 여겨 친히 어사화와 급제교지를 내린 뒤 특명으로 한성부주부에 제수되었다.
그런데 노론은 그가 이잠의 조카란 점을 언급하며 계속 공격했고, 1743년 노론이 장악한 사간원에서는 그가 숙종 때 장희빈의 편을 들다 죽은 이잠(李潛)의 조카라는 이유로 계속 탄핵하였지만 영조의 두둔으로 무사할 수 있었고, 노론 언관들의 파직 요청을 허락하지 않았다.
1744년 예조정랑으로서 소론 예조판서 이종성(李宗城)의 천거로 착란(錯亂)이 심한 예조의 여러 등록(謄錄)을 분류, 정리하고 인출(印出)하는 일을 맡다가 이를 전담하게 되었으며, 예조에서 소장한 《춘관지 春官志》로 발간하였다. 이후 병석에 누운 이래 오랫동안 병세에 시달리다가 1751년에 아버지 이익보다 앞서 요절하였다. 그의 나이 향년 39세였다.
저서로는 『접왜고(接倭考)』·『예경설경(禮經說經)』이 있다.

## 가족 관계
- 고조부 : 이상의(李尙毅)
  - 증조부 : 이지안(李志安)
    - 할아버지 : 이하진(李夏鎭)
      - 아버지 : 이익(李瀷)
        - 부인 : 채팽윤(蔡彭胤)의 딸
          - 아들 : 이구환(李九煥)

## 전기 자료
- 이익, 《성호전집》 권67, 망자 정랑 행록
- 안정복, 《순암집》 권27, 만경 현령(萬頃縣令)을 지낸 순수(醇叟) 이공(李公)의 유사(遺事)

## 같이 보기
- 갑술옥사
- 무고의 옥
- 이인좌의 난
- 이익
- 이잠
- 허목
- 이서우
- 유형원
- 윤휴
- 안정복
- 윤동규
- 신후담
- 채제공